# San Antonio de Obligado
San Antonio de Obligado é uma comuna da província de Santa Fé, na Argentina.